# Dicranomyia (Dicranomyia) perserena
Dicranomyia (Dicranomyia) perserena is een tweevleugelige uit de familie steltmuggen (Limoniidae). De soort komt voor in het Neotropisch gebied.